# Vladimir Pilguj
Vladimir Pilguj (ryska: Владимир Михайлович Пильгуй), född 26 januari 1948 i Dnepropetrovsk, Ukrainska SSR, Sovjetunionen, är en sovjetisk fotbollsspelare som tog OS-brons i fotbollsturneringen vid de olympiska sommarspelen 1972 i München. Åtta år senare, vid de olympiska sommarspelen 1980 i Moskva tog han återigen OS-brons i fotbollsturneringen.